# Climacteridae
Famille
La famille des Climactéridae (ou climactéridés) comprend les 7 espèces d'échelets, des passereaux dont l'allure générale rappelle celle des grimpereaux, d'où leur ancien nom de grimpereaux australiens.

## Position systématique
Traditionnellement placée à proximité des certhiidés et des sittidés, Sibley la considère comme la plus primitive des familles du sous-ordre des Passeri,  proche des ménuridés et des ptilonorhynchidés.

## Liste des genres
- Cormobates Mathews, 1922
- Climacteris Temminck, 1820

## Liste des espèces
D'après la classification de référence (version 5.2, 2015) du Congrès ornithologique international (ordre phylogénique) :
- Cormobates leucophaea – Échelet leucophée
- Cormobates placens – Échelet papou
- Climacteris erythrops – Échelet à sourcils roux
- Climacteris affinis – Échelet à sourcils blancs
- Climacteris rufus – Échelet roux
- Climacteris picumnus – Échelet brun
- Climacteris melanurus – Échelet à queue noire